# Polycarpon prostratum
Polycarpon prostratum là loài thực vật có hoa thuộc họ Cẩm chướng. Loài này được (Forssk.) Asch. & Schweinf. miêu tả khoa học đầu tiên năm 1889.